# Wim de Miranda
Wim de Miranda is een Surinaams oud-bestuurder en politicus. Tijdens de militaire dictatuur was hij als vertegenwoordiger van het bedrijfsleven minister van Transport, Handel en Industrie.

## Biografie
Wim de Miranda studeerde af aan de universiteit met de graad van Doctorandus (Drs., vergelijkbaar met Master). In 1985 tijdens de militaire dictatuur, was hij als vertegenwoordiger van de Associatie van Surinaamse fabrikanten (ASFA) lid van De Nationale Assemblée. Hij was ook secretaris voor Suriname in de Commissie ontwikkelingssamenwerking Nederland-Suriname en adviseur van het Planbureau. Tijdens de viering van vijf jaar militair bewind bepleitte hij dat er van een revolutie alleen sprake kon zijn wanneer het een zaak was van het hele volk.
Hij was vanaf 16 juli 1986 minister van Transport, Handel en Industrie. Hij nam deel aan de regering als vertegenwoordiger van de het bedrijfsleven. In februari 1987 trad Henk Herrenberg af nadat er druk op hem was uitgeoefend door zijn collega-ministers vanwege zijn radicale houding tegen Nederland en zijn criminele optreden in het buitenland waarvoor hij veroordeeld was. De militairen gaven gehoor aan die druk, maar betaalden terug door ook premier Pretaap Radhakishun af te zetten. De Miranda en zijn collega's Subhas Mungra en Arti Jessurun beantwoordden Radhakishuns ontslag door ook hun portefeuilles ter beschikking te stellen. Hiermee eindigde zijn ministerschap op 13 februari 1987.